# HD 155358
Désignations
HD 155358 est une étoile sous-géante jaune à faible métallicité située à ∼ 142 a.l. (∼ 43,5 pc) de la Terre dans la constellation d'Hercule. Cette étoile est connue pour avoir deux exoplanètes.
L'étoile est âgées de 10,7 milliards d'années et a une masse 0,89 fois celle du Soleil. Au moment de la découverte des planètes, elle se distinguait par le fait qu'elle était l'étoile planétaire à la métallicité la plus basse connue, avec un rapport fer / hydrogène à 21 % de celle du soleil.

## Observation
D’une magnitude visuelle de 7,5, cette étoile ne peut pas être observée à l’œil nu. Elle n'a donc été découverte qu'après l'invention du télescope. En 1859, elle a été cataloguée dans le Bonner Durchmusterung par l'astronome prussien F. W. Argelander, qui a estimé sa magnitude visuelle à 7,2. En 1958, elle a été identifiée comme une étoile avec un mouvement propre relativement important par l'Observatoire Nizamiah d'Hyderabad. Il a été suggéré en 1979 que cette étoile pourrait se trouver à moins de 25 parsecs du Soleil. Jusqu'alors, elle n'avait jamais été cataloguée comme une étoile proche.
À partir de 2001, cette étoile a été observée à l'aide du spectrographe haute résolution du télescope Hobby-Eberly de l'observatoire McDonald. Des changements ont été observés dans les vitesses radiales du mouvement de l’étoile, indiquant une influence gravitationnelle des objets en orbite. En se basant sur le mouvement de l'étoile au fil du temps, les astronomes ont pu déduire qu'il y avait au moins deux planètes en orbite autour de l'étoile.

## Système planétaire
Le 10 mai 2007, des astronomes, dont Cochran, de l'Université du Texas, ont annoncé deux planètes de masse de type II en orbite autour de la même étoile, avec la plus faible métallicité de toutes les étoiles ayant une ou des planètes. Ses découvertes ont été faites grâce au télescope Hobby-Eberly, qui utilisait la méthode des vitesses radiales pour surveiller le changement de ligne de mouvement de l'étoile provoqué par l'influence gravitationnelle des planètes. Ces deux planètes, HD 155358 b et c, interagissent gravitationnellement : en modélisant les planètes, et en supposant que leurs masses sont à la limite inférieure déterminée empiriquement, elles s'influencent par des excentricités orbitales sur une échelle de temps de 2 700 ans, et leurs arguments de précession du périastre sur une échelle de temps de 2 300 ans. HD 155358 b a une masse légèrement inférieure à celle de Jupiter, mais supérieure à celle de Saturne. HD 155358 c a 80% de la masse de Jupiter. HD 155358 b orbite à 0,64 UA tandis que c orbite à 1,02 UA. Ces deux planètes ont une résonance orbitale, avec un rapport presque exactement de 2:1.